# لندي كوتال
لندي كوتال (أردو,لنڈی کوتل) هي أعلى نقطة في منطقة بوابة خيبر بين باكستان وأفغانستان الذي يبلغ طوله 5 كيلومترات. تقع هذه النقطة في الشطر الباكستاني من الممر.